# Clara Barton
Clarissa "Clara" Harlowe Barton (Oxford, Massachusetts, 25 de desembre de 1821 – Glen Echo, Maryland, 12 d'abril de 1912) va ser una infermera pionera, fundadora de la Creu Roja americana.
Va ser professora, examinadora de patents i infermera d'hospital durant la Guerra civil americana. L'educació en infermeria no era massa formalitzada en aquella època, i Barton no va estudiar en una escola d'infermeria, així que oferia assistència de forma autodidacta. Barton és notable per fer obra humanitària en una època en què relativament poques dones treballaven fora de la llar.